# Гинтов, Дмитрий Александрович
Дмитрий Александрович Гинтов (14 сентября 1984, Гродно) — белорусский футболист, опорный полузащитник. Мастер спорта РБ.

## Биография
Воспитанник ДЮСШ «Белкард» (Гродно), первый тренер — Александр Николаевич Ярошевич. Во взрослом футболе дебютировал в 17-летнем возрасте в составе клуба высшей лиги Беларуси «Неман» (Гродно). В сезоне 2002 года сыграл 10 матчей и стал со своим клубом серебряным призёром чемпионата, в «золотом матче» против БАТЭ вышел на замену. В 2003 году провёл все 30 матчей в чемпионате, а также участвовал в матчах Кубка УЕФА. Однако на следующий год выпал из состава команды и вернулся на поле в 2005 году.
В 2006 году перешёл в «Дариду», где провёл два сезона, затем присоединился к дебютанту высшей лиги «Граниту» (Микашевичи). В 2009 году выступал за «Нафтан», стал обладателем Кубка Беларуси 2008/09, но в финальном матче остался в запасе. В 2010 году играл за «Торпедо» (Жодино), стал финалистом Кубка страны, но на финальный матч не был включён в заявку, а вторую половину сезона фактически пропустил, хотя сыграл 2 матча в Лиге Европы.
С 2011 года до конца карьеры играл за клубы первой лиги — «Ведрич»/«Речица-2014», «Городея», «Сморгонь». В «Ведриче» в 2011 году был капитаном. С «Городеей» в 2012 году стал серебряным призёром первой лиги, однако покинул клуб во время летнего трансферного окна.
Всего в высшей лиге Беларуси сыграл 132 матча, забил 7 голов.
Выступал за юношескую сборную Беларуси.